# Селевк (кратер)
Селевк (лат. Seleucus)  — великий місячний ударний кратер, розташований на західному краю Океану Бур, на видимому боці Місяця. На заході межує з кратером Едінгтон (англ. Eddington), на північному заході — з кратером Брігс (англ. Briggs), на південному заході з кратером Крафт (англ. Krafft). Вал «Селевка» безперервний з терасами і внутрішнім невеликим валом. Дно пласке, з невеликим центральним піком.
Приблизно в 50 кілометрах на південному сході від «Селевка», на Океані Бур — місце посадки радянського космічного корабля Луна-13.
Кратер називано на честь Селевка — елліністичного астронома і філософа.

## Супутникові кратери
Ці кратери прийнято позначати на картах літерою, розміщеною біля їх центру з того боку, що найближчий до кратера Селекос.
| Селеукос | широта  | довгота | Діаметр |
| -------- | ------- | ------- | ------- |
| A        | 22.0° N | 60.5° W | 6 км    |
| E        | 22.4° N | 63.9° W | 4 км    |